# ملک‌محمد مسعودی
ملک‌محمد مسعودی (زادهٔ بهمن ۱۳۳۱، بروجن) معروف به ملک مسعودی خواننده موسیقی سنتی و بختیاری (فولکلور) اهل بروجن است.

## زندگی
ملک‌محمد مسعودی در ۱۳۳۱ در بروجن متولد شد. او تحصیلات عالی را تا کارشناسی زبان انگلیسی و کارشناسی بهداشت ادامه داد. او در سال ۱۳۵۴ به استخدام آموزش و پرورش درآمد و مدت ۲۰ سال معلم هنرستان موسیقی بود. از استادان مسعودی می‌توان به تاج اصفهانی و استاد مهرتاش اشاره کرد. ملک‌محمد مسعودی کار موسیقی حرفه‌ای را با آلبوم از یاد رفته از ساخته‌های عبدالحسین برازنده آغاز کرد. او کاست مندیر را با آهنگسازی گُلمی» با آهنگسازی کیانی‌نژاد و سپس اثر گل بابونه که روایتی از موسیقی خوزی شوشتر و دزفول بود را منتشر کرد. از دیگر آثار ملک‌محمد مسعودی می‌توان به سوز دل با آهنگسازی سیروس ساغری بر اساس ملودی‌های بختیاری، صورتگر چین با آهنگسازی ناصر فرهنگ‌فر، شورگل بر اساس ملودی‌های بویراحمدی، از یاد رفته، پیر مغان، سفر آفتاب و خیال خوبان اشاره کرد. وی آلبوم‌های دژپارت و دیندا را خوانده است که صدای پسرش امیر مجاهد مسعودی نیز در دژپارت صدای پدر را همراهی می‌کند. فعالیت‌های ملک‌محمد مسعودی به صورت ۱۴ کاست در آرشیو موسیقی ملی موجود است. او هم‌اکنون در اصفهان زندگی می‌کند و فعالیت‌های هنری خود را ادامه می‌دهد.
ملک‌محمد مسعودی در سال ۱۳۹۴ مدرک دکترای افتخاری خود را از دست علی جنتی وزیر ارشاد وقت گرفت. ملک‌محمد مسعودی در سال ۸۶ دچار بیماری سرطان حنجره شد و از آن پس فعالیت هنری او کم رنگ شد. وی آلبوم دیگری به نام مندنی را نیز که برگرفته از موسیقی‌های ضبط شده قدیمی خودش بود دوباره از طریق استودیو چکاوک زنده رود روانه بازار کرد.
ملک‌محمد مسعودی دارای ۳ فرزند پسر و یک دختر است.

## آثار
- از یاد رفته
- مندیر (آلبوم)
- شور گل
- گلمی
- گل بابونه
- سوز دل
- دژپارت
- دیندا
- سفر آفتاب
- پیر مغان
- خیال خوبان